# Ellel
Ellel is een civil parish in het bestuurlijke gebied Lancaster, in het Engelse graafschap Lancashire met 4895 inwoners.